# Кейданская уния
Кейданская уния (лит. Kėdainių unija, пол. Umowa Kiejdańska) — соглашение между несколькими магнатами в Великом княжестве Литовском и Королём Швеции Карлом X Густавом, подписанное в 1655 году во время потопа (часть второй Северной войны). Её целью было положить конец польско-литовскому союзу и выделить из Речи Посполитой Великое княжество Литовское (под Шведским протекторатом), управляемое Радзивиллами.

## Содержание декларации

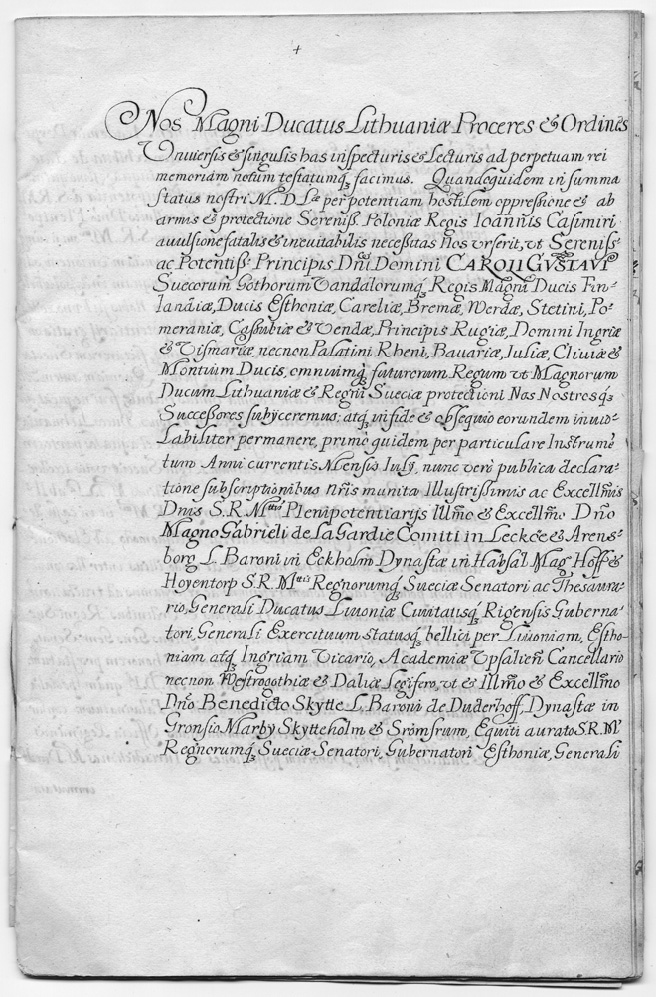
Оригинал текста на латыни

Документ, подтверждавший Кейданскую унию, включал в себя 12 статей. По нему Великое княжество литовское должно было выйти из союза с Польским королевством, чтобы присоединиться к Швеции на конфедеративных правах. При этом король Швеции получил бы и титул великого князя литовского. Он, в свою очередь, обязывался уважать права литовского дворянства. Помимо этого, система управления в ВКЛ должна была оставаться прежней, не изменялись и законодательство и судебная система, но литовское войско должно было подчиняться шведскому королю. Союз также не предусматривал какого-либо культурного и религиозного вмешательства со стороны шведов.
Первоначальные условия декларации не устраивали ни литовскую, ни шведскую сторону, поэтому в течение двух месяцев не прекращались споры об условиях договора.

## Шведская Литва

### Образование
Шведская империя стремилась воспользоваться политическими беспорядками и оккупировать части Речи Посполитой: Швеция хотела сделать Литву частью своих имперских владений, поскольку эта территория была стратегически важна для защиты Балтийского моря от России. Летом 1655 года шведская армия вторглась в Западную Польшу и стала угрожать сделать то же самое Литве. Узнав о бегстве короля Яна II из страны, литовский магнат Януш Радзивилл и другие представители литовского дворянства начали рассматривать возможность переговоров со Швецией. На это решение также повлияли сепаратистские религиозные мотивы, поскольку оно было решительно поддержано литовской протестантской элитой. После оккупации Швецией северо-западной Литвы командующий Зигмунт Пржиемский сообщил королю Карлу X Густаву, что Польша готова официально уступить Литву Швеции в обмен на мир — это предложение было отклонено.

### Ликвидация
Со временем некоторые слои общества, а именно мелкая знать и крестьянство, начали отказываться от поддержки шведского правления. В основном это было следствием введения шведской администрацией высоких налогов и ее неспособности контролировать жестокость собственной армии в регионе. Весной 1656 года некоторые слои дворянства в Литве начали восстание против шведов, за которым последовала решающая победа Польши над Шведской империей в битве при Простках. В 1657 году оставшиеся шведские войска, дислоцированные в Биржайском замке, были вытеснены, и Щведская Литва распалась.